# Elecciones al Parlamento de Canarias de 1983

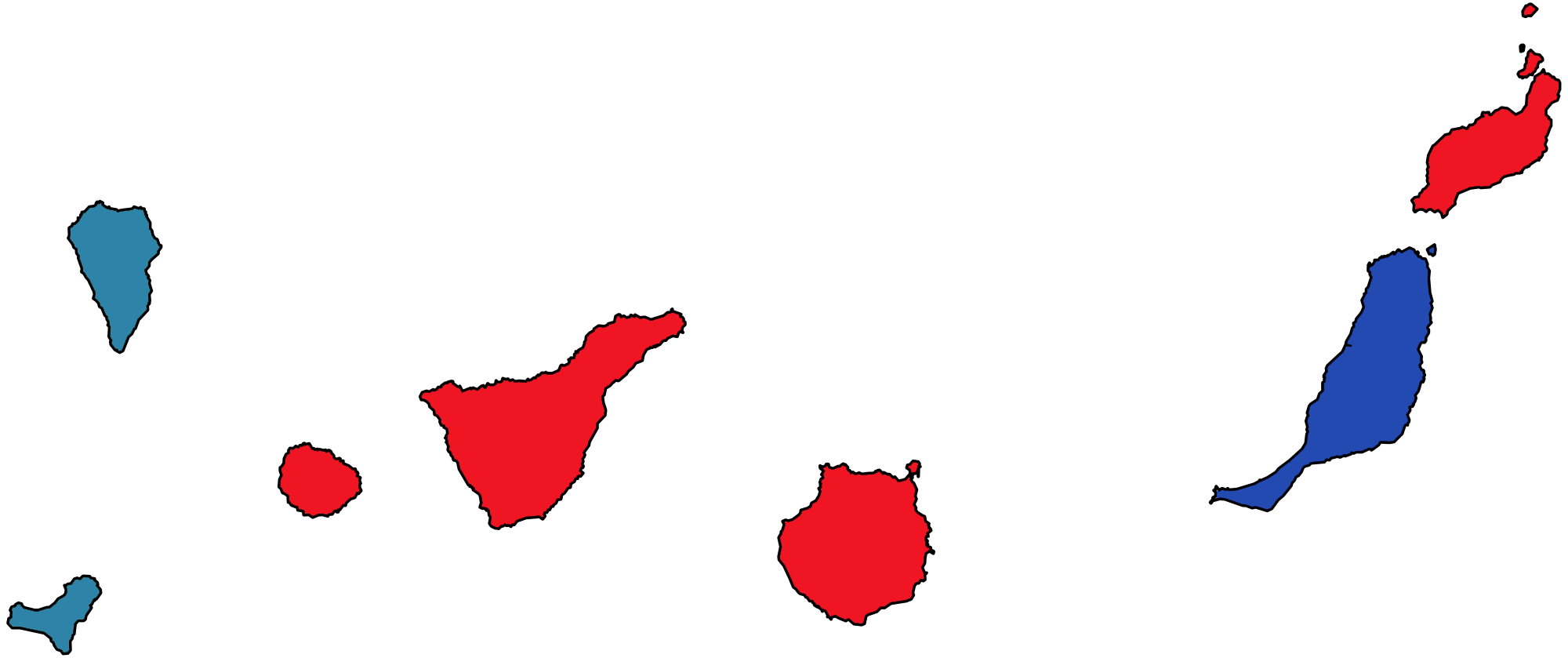
Partido más votado en cada circunscripción:
PSOE
AP-PDP-UL
AM

Las elecciones al Parlamento de Canarias de 1983 se celebraron el 8 de mayo. En ellas el PSOE fue el partido más votado, y tras llegar a un acuerdo con la Asamblea Majorera y con la Agrupación Herreña Independiente, su candidato, Jerónimo Saavedra, fue investido primer presidente regional electo de Canarias.

## Resultados
| Elecciones al Parlamento de Canarias de 1983 → |                                                              |                            |         |       |         |
| Presidente y gobierno | Partido                                                      | Candidato                  | Votos   | %     | Escaños |
| - Presidente: Jerónimo Saavedra - Gobierno: PSOE - Censo: 936.245 - Votantes: 566.326 (60,5%) - Abstención: 369.919 (39,5%) - Válidos: 557.221 - A candidatura: 553.703 (99,4%) | Partido Socialista Obrero Español (PSOE)                     | Jerónimo Saavedra          | 234.562 | 42,36 | 27      |
| - Presidente: Jerónimo Saavedra - Gobierno: PSOE - Censo: 936.245 - Votantes: 566.326 (60,5%) - Abstención: 369.919 (39,5%) - Válidos: 557.221 - A candidatura: 553.703 (99,4%) | AP-PDP-UL                                                    | Francisco Marcos Hernández | 164.138 | 29,64 | 17      |
| - Presidente: Jerónimo Saavedra - Gobierno: PSOE - Censo: 936.245 - Votantes: 566.326 (60,5%) - Abstención: 369.919 (39,5%) - Válidos: 557.221 - A candidatura: 553.703 (99,4%) | Centro Democrático y Social (CDS)                            | Lorenzo Olarte             | 40.682  | 7,35  | 6       |
| - Presidente: Jerónimo Saavedra - Gobierno: PSOE - Censo: 936.245 - Votantes: 566.326 (60,5%) - Abstención: 369.919 (39,5%) - Válidos: 557.221 - A candidatura: 553.703 (99,4%) | Asamblea Majorera (AM)                                       | Miguel Cabrera Cabrera     | 5.551   | 1,00  | 3       |
| - Presidente: Jerónimo Saavedra - Gobierno: PSOE - Censo: 936.245 - Votantes: 566.326 (60,5%) - Abstención: 369.919 (39,5%) - Válidos: 557.221 - A candidatura: 553.703 (99,4%) | Coalición Unión del Pueblo Canario-Asamblea Canaria (UPC-AC) | Gonzalo Angulo González    | 46.945  | 8,48  | 2       |
| - Presidente: Jerónimo Saavedra - Gobierno: PSOE - Censo: 936.245 - Votantes: 566.326 (60,5%) - Abstención: 369.919 (39,5%) - Válidos: 557.221 - A candidatura: 553.703 (99,4%) | Agrupación Gomera Independiente (AGI)                        | Esteban Bethencourt Gámez  | 4.941   | 0,89  | 2       |
| - Presidente: Jerónimo Saavedra - Gobierno: PSOE - Censo: 936.245 - Votantes: 566.326 (60,5%) - Abstención: 369.919 (39,5%) - Válidos: 557.221 - A candidatura: 553.703 (99,4%) | Coalición Convergencia Nacionalista Canaria (CCNC)           | Gregorio Toledo Rodríguez  | 24.479  | 4,42  | 1       |
| - Presidente: Jerónimo Saavedra - Gobierno: PSOE - Censo: 936.245 - Votantes: 566.326 (60,5%) - Abstención: 369.919 (39,5%) - Válidos: 557.221 - A candidatura: 553.703 (99,4%) | Partido Comunista de Canarias-PCE (PCC-PCE)                  | Antonio Sanjuan Hernández  | 17.750  | 3,21  | 1       |
| - Presidente: Jerónimo Saavedra - Gobierno: PSOE - Censo: 936.245 - Votantes: 566.326 (60,5%) - Abstención: 369.919 (39,5%) - Válidos: 557.221 - A candidatura: 553.703 (99,4%) | Agrupación Herreña Independiente (AHI)                       | Juan Carmelo Padrón        | 944     | 0,17  | 1       |
| - Presidente: Jerónimo Saavedra - Gobierno: PSOE - Censo: 936.245 - Votantes: 566.326 (60,5%) - Abstención: 369.919 (39,5%) - Válidos: 557.221 - A candidatura: 553.703 (99,4%) | Partido País Canario (PPC)                                   |                            | 7.675   | 1,39  | 0       |
| - Presidente: Jerónimo Saavedra - Gobierno: PSOE - Censo: 936.245 - Votantes: 566.326 (60,5%) - Abstención: 369.919 (39,5%) - Válidos: 557.221 - A candidatura: 553.703 (99,4%) | Agrupación Insular Lanzarote (AIL)                           |                            | 2.718   | 0,49  | 0       |
| - Presidente: Jerónimo Saavedra - Gobierno: PSOE - Censo: 936.245 - Votantes: 566.326 (60,5%) - Abstención: 369.919 (39,5%) - Válidos: 557.221 - A candidatura: 553.703 (99,4%) | Partido Socialista de los Trabajadores (PST)                 |                            | 1.546   | 0,28  | 0       |
| - Presidente: Jerónimo Saavedra - Gobierno: PSOE - Censo: 936.245 - Votantes: 566.326 (60,5%) - Abstención: 369.919 (39,5%) - Válidos: 557.221 - A candidatura: 553.703 (99,4%) | Coalición Lucha Popular (CLP)                                |                            | 1.022   | 0,18  | 0       |
| - Presidente: Jerónimo Saavedra - Gobierno: PSOE - Censo: 936.245 - Votantes: 566.326 (60,5%) - Abstención: 369.919 (39,5%) - Válidos: 557.221 - A candidatura: 553.703 (99,4%) | Liga Comunista Revolucionaria (LCR)                          |                            | 750     | 0,14  | 0       |
| - Presidente: Jerónimo Saavedra - Gobierno: PSOE - Censo: 936.245 - Votantes: 566.326 (60,5%) - Abstención: 369.919 (39,5%) - Válidos: 557.221 - A candidatura: 553.703 (99,4%) | En blanco                                                    | N/A                        | 3.518   | 0,6   | N/A     |
| - Presidente: Jerónimo Saavedra - Gobierno: PSOE - Censo: 936.245 - Votantes: 566.326 (60,5%) - Abstención: 369.919 (39,5%) - Válidos: 557.221 - A candidatura: 553.703 (99,4%) | Nulos                                                        | N/A                        |         |       | N/A     |

### Elección e investidura del Presidente de Canarias
| Candidato                                                                               | Fecha                                                  | Voto       |    |    |   | AM |   | AGI | CC |   |   | Total |
| --------------------------------------------------------------------------------------- | ------------------------------------------------------ | ---------- | -- | -- | - | -- | - | --- | -- | - | - | ----- |
| Jerónimo Saavedra (PSOE)                                                                | 7 de junio de 1983 Mayoría requerida: Absoluta (31/60) | Sí         | 27 |    |   | 3  |   | 2   |    |   | 1 | 33/60 |
| Jerónimo Saavedra (PSOE)                                                                | 7 de junio de 1983 Mayoría requerida: Absoluta (31/60) | No         |    | 15 | 6 |    |   |     | 1  |   |   | 22/60 |
| Jerónimo Saavedra (PSOE)                                                                | 7 de junio de 1983 Mayoría requerida: Absoluta (31/60) | Abstención |    |    |   |    | 1 |     |    | 1 |   | 2/60  |
| Faltaron a la votación dos diputados de AP-PDP-UL y un diputado de la coalición UPC-AC. |                                                        |            |    |    |   |    |   |     |    |   |   |       |

## Resultados por islas

### El Hierro
| Elecciones al Parlamento de Canarias de 1983, El Hierro → |       |      |         |                            |
| (3 escaños)                                               |       |      |         |                            |
| Partido                                                   | Votos | %    | Escaños | Diputados electos          |
| AP-PDP-UL                                                 | 1.022 | 29.9 | 1       | Manuel Fernández González  |
| PSOE                                                      | 974   | 28,5 | 1       | José Francisco Armas Pérez |
| Agrupación Herreña Independiente (AHI)                    | 944   | 27,6 | 1       | Juan Carmelo Padrón        |
| Partido Comunista de Canarias-PCE (PCC-PCE)               | 478   | 14,0 |         |                            |

### La Palma
| Elecciones al Parlamento de Canarias de 1983, La Palma → |        |      |         |                   |
| (8 escaños)                                              |        |      |         |                   |
| Partido                                                  | Votos  | %    | Escaños | Diputados electos |
| AP-PDP-UL                                                | 13.069 | 37,4 | 3       |                   |
| PSOE                                                     | 11.193 | 32,0 | 3       |                   |
| Centro Democrático y Social (CDS)                        | 5.540  | 15,8 | 1       |                   |
| Partido Comunista de Canarias-PCE (PCC-PCE)              | 5.166  | 14,8 | 1       |                   |

### La Gomera
| Elecciones al Parlamento de Canarias de 1983, La Gomera → |       |      |         |                   |
| (4 escaños)                                               |       |      |         |                   |
| Partido                                                   | Votos | %    | Escaños | Diputados electos |
| PSOE                                                      | 3.367 | 39,2 | 2       |                   |
| Agrupación Gomera Independiente (AGI)                     | 3.294 | 38,3 | 2       |                   |
| AP-PDP-UL                                                 | 1.306 | 15,2 |         |                   |
| Partido Comunista de Canarias-PCE (PCC-PCE)               | 624   | 7,3  |         |                   |

### Tenerife
| Elecciones al Parlamento de Canarias de 1983, Tenerife →     |         |      |         |                   |
| (15 escaños)                                                 |         |      |         |                   |
| Partido                                                      | Votos   | %    | Escaños | Diputados electos |
| PSOE                                                         | 106.492 | 46,9 | 8       |                   |
| AP-PDP-UL                                                    | 69.011  | 30,4 | 5       |                   |
| Coalición Unión del Pueblo Canario-Asamblea Canaria (UPC-AC) | 22.289  | 9,8  | 1       |                   |
| Centro Democrático y Social (CDS)                            | 16.438  | 7,2  | 1       |                   |
| Otros                                                        | 6.845   | 3,0  |         |                   |
| Partido Comunista de Canarias-PCE (PCC-PCE)                  | 6.075   | 2,7  |         |                   |

### Gran Canaria
| Elecciones al Parlamento de Canarias de 1983, Gran Canaria → |         |      |         |                   |
| (15 escaños)                                                 |         |      |         |                   |
| Partido                                                      | Votos   | %    | Escaños | Diputados electos |
| PSOE                                                         | 100.663 | 39,0 | 7       |                   |
| AP-PDP-UL                                                    | 73.059  | 28,3 | 5       |                   |
| Coalición Unión del Pueblo Canario-Asamblea Canaria (UPC-AC) | 24.495  | 9,5  | 1       |                   |
| Coalición Convergencia Nacionalista Canaria (CCNC)           | 23.615  | 9,2  | 1       |                   |
| Centro Democrático y Social (CDS)                            | 13.561  | 5,3  | 1       |                   |
| Partido Comunista de Canarias-PCE (PCC-PCE)                  | 11.577  | 4,5  |         |                   |
| Otros                                                        | 11.040  | 4,3  |         |                   |

### Fuerteventura
| Elecciones al Parlamento de Canarias de 1983, Fuerteventura → |       |      |         |                   |
| (7 escaños)                                                   |       |      |         |                   |
| Partido                                                       | Votos | %    | Escaños | Diputados electos |
| Asamblea Majorera (AM)                                        | 5.551 | 45,0 | 3       |                   |
| Centro Democrático y Social (CDS)                             | 2.815 | 22,3 | 2       |                   |
| AP-PDP-UL                                                     | 2.265 | 18,4 | 1       |                   |
| PSOE                                                          | 1.707 | 13,8 | 1       |                   |

### Lanzarote
| Elecciones al Parlamento de Canarias de 1983, Lanzarote → |       |      |         |                   |
| (8 escaños)                                               |       |      |         |                   |
| Partido                                                   | Votos | %    | Escaños | Diputados electos |
| PSOE                                                      | 9.595 | 47,4 | 5       |                   |
| AP-PDP-UL                                                 | 3.687 | 18,2 | 2       |                   |
| Centro Democrático y Social (CDS)                         | 2.435 | 12,0 | 1       |                   |
| Agrupación Insular Lanzarote (AIL)                        | 2.718 | 13,4 |         |                   |
| Partido Comunista de Canarias-PCE (PCC-PCE)               | 948   | 4,7  |         |                   |
| Coalición Convergencia Nacionalista Canaria (CCNC)        | 864   | 4,3  |         |                   |